# Manuel Suárez Barrios
Manuel Suarez Barrios (ur. 5 grudnia 1989 r. w Civoad Habana) – kubański wioślarz.

## Osiągnięcia
- Mistrzostwa Świata – Poznań 2009 – dwójka podwójna wagi lekkiej – 11. miejsce[1].